# Amahuaka
Amahuaka är ett släkte av insekter. Amahuaka ingår i familjen dvärgstritar.

## Dottertaxa tillAmahuaka, i alfabetisk ordning[1]
- Amahuaka angustula
- Amahuaka atrifrons
- Amahuaka bicornis
- Amahuaka bulbosa
- Amahuaka corniger
- Amahuaka ebena
- Amahuaka expansa
- Amahuaka furcata
- Amahuaka godoyae
- Amahuaka hansoni
- Amahuaka jocosa
- Amahuaka lordosa
- Amahuaka monoceros
- Amahuaka ochoai
- Amahuaka ornata
- Amahuaka ornatella
- Amahuaka peditata
- Amahuaka peruviana
- Amahuaka pungens
- Amahuaka santaelensis
- Amahuaka scutellaris
- Amahuaka septemlineata
- Amahuaka setigera
- Amahuaka singularis
- Amahuaka spinigera
- Amahuaka tapantiensis
- Amahuaka unicornis
- Amahuaka wagnerorum
- Amahuaka variabilis
- Amahuaka variegata
- Amahuaka vermiculata